# Complexul Național Muzeal „Astra”
Complexul Național Muzeal „Astra” este un ansamblu de unități muzeale din Sibiu. Cea mai cunoscută dintre acestea este Muzeul Civilizației Populare Tradiționale „ASTRA” din Sibiu, situat în Dumbrava Sibiului, pe Calea Rășinari. Celelalte unități sunt: Muzeul Civilizației Transilvane "ASTRA", Muzeul de etnografie universală "Franz Binder" și Muzeul de etnografie și artă populară săsească ”Emil Sigerus”.

## Cronologie
- 1861 – Se înființează, la Sibiu, “Asociațiunea transilvană pentru literatura română și cultura poporului român” – ASTRA. Scopul declarat era propășirea materială și spirituală a românilor, iar unul dintre mijloacele indispensabile acestui proces era cunoașterea, păstrarea, valorizarea și popularizarea moștenirii cultural-naționale și a potențialului creator al poporului. Într-o atmosferă europeană favorabilă acestor demersuri, liderii Asociațiunii și-au dat seama că românii trebuie să aibă un muzeu al lor, deci trebuie să-și organizeze unul.
- 1867 – “Astriștii” preconizează înființarea unui “Muzeu de însemnătăți” .
- 1871 – În “despărțămintele” ASTREI se face propagandă pentru un “Muzeu național”.
- 1880 – La Adunarea Generală de la Turda se stabilește necesitatea creării unui “muzeu istorico-cultural”.
- 1881 – La Sibiu se organizează o “mare expoziției” a ASTREI.
- 1880-1890 – Expozițiile “industriale” sunt preponderent etnografice.
- 1882 – Se agreează ideea achiziționării unui imobil pentru “Muzeul și colecția etnografică” a ASTREI.
- 1897 – Adunarea Generală de la Mediaș hotărăște declanșarea acțiunii de construire a unui edificiu care va adăposti Muzeul ASTREI.
- 1903 – Asociațiunea își însușește proiectul viitoarei clădiri în care Muzeului îi sunt rezervate 8 camere, “în celelalte urmând să funcționeze biblioteca, birourile și alte societăți”.
- 1905 – 19-28 august se inaugurează, printr-o mare expoziție “etnografică și istorico-culturală” MUZEUL ASOCIAȚIUNII, în noul Palat din Parcul ASTRA (actualmente sediul Bibliotecii Județene “ASTRA”).
- 1918 – din acest an, Muzeul ASTRA este subvenționat de statul român.
- 1940 – Romulus Vuia propune organizarea unui Muzeu în aer liber al ASTREI în Dumbrava Sibiului (Primăria Municipiului Sibiu a propus terenul).
- 1944 – Colecțiile Muzeului ASTRA sunt evacuate la Gârbova (vor reveni la sfârșitul războiului).
- 1950 – Colecțiile Muzeului ASTRA sunt “repartizate secțiilor de istorie, artă, științe naturale” ale Muzeului Brukenthal; în acest an, 1950, Muzeul Asociațiunii a fost "ucis”.
- 1951 – 1953 - Secția de artă populară a fost deschisă, expoziția avînd, pentru moment, caracter provizoriu.
- 1956 - Cornel Irimie, personalitate de seamă a Școlii românești de sociologie, înființează Secția de artă populară.
- 1963.- Comitetul de Stat pentru Cultură și Artă - București aprobă organizarea Muzeului Tehnicii Populare din Dumbrava Sibiului (în conformitate cu avizul “Proiectului tematic de organizare a Muzeului Tehnicii Populare – Dumbrava Sibiului” acordat de către Academia României, în premieră națională), sub autoritatea științifică a lui Cornel Irimie, de echipa de muzeografi condusă de Herbert Hoffmann și arhitectul Paul Niedermaier.
  - Se transferă primul monument - moara hidraulică cu roată verticală și aducțiune inferioară, din satul Dăbâca, județul Hunedoara.
- 1966.- (7-15 septembrie) Are loc Simpozionul Internațional “Organizarea Muzeului Etnografic în aer liber – principii și metode”. În urma succesului deosebit al simpozionului organizat în România (cu vizitarea internațională, în premieră absolută, a Muzeului din Dumbrava Sibiului), se fondează la Bocryk (Belgia) Asociația Europeană a Muzeelor în aer liber.
  - Apare periodicul Muzeului Tehnicii Populare (“Cibinium”), în ediție bilingvă.
- 1966.(17 octombrie) Inaugurarea oficială a Muzeului Tehnicii Populare, cu ocazia aniversării a 150 de ani de existență a Muzeului Brukenthal.
- 1971.(11-13 martie) În cadrul sesiunii Consiliului Științific al Muzeului Tehnicii Populare, este amendat Proiectul tematic inițial (la propunerea lui Corneliu Bucur, numit șeful Secției în aer liber a Muzeului Brukenthal, la 1 august 1970), prin orientarea muzeului spre o mai amplă reprezentare a conceptului tehnicii populare și deschiderea spre civilizația habitatului, prin transferul gospodăriilor complexe, în locul unor ateliere izolate.
- 1974.Se inaugurează Laboratorul Zonal de Conservare și Restaurare al Muzeului Tehnicii Populare (prin ample lucrări de investiții) și se unifică Muzeul în aer liber cu Secția de artă populară a Muzeului Brukenthal.
- 1979.(29-30 martie) În cadrul “Colocviului Național de Istorie a Civilizației Populare din România” (realizat în premieră națională, într-o concepție modernă, interdisciplinară) sunt supuse dezbaterii perspectiva interdisciplinară a cercetării fenomenelor civilizației populare tradiționale și orientarea profilului Muzeului în Aer Liber spre cuprinderea și reprezentarea întregii arii a fenomenelor civilizației populare.
- 1980.Ca efect al Colocviului Național, este transferată Biserica din Bezded, județul Sălaj (obținută ca donație din partea comunității rurale) reconstrucția sa fiind amânată, în urma interdicțiilor politice ale momentului, după 1990.
- 1984.Se inaugurează Târgul Meșteșugarilor Populari (la 15 august, de Sf. Maria Mare), prin participarea a 36 meșteri populari. Acesta este momentul inaugurării programului valorificării “in actu” a patrimoniului cultural imaterial, în Muzeul în Aer Liber din Dumbrava Sibiului. Ajuns la a 20-a ediție, cu o participare de peste 250 de meșteșugari, manifestarea s-a impus, de-a lungul anilor, prin amploarea, consistența participării și nivelul calitativ al meșterilor și produselor, ca un model și reper absolut, pe plan național.
- 1984.Prin reconstrucția și funcționalizarea originară a monumentelor de utilitate publică (Biserica din Bezded, Cârciuma din Bătrâni, județul Prahova, Pavilionul de joc din Botiza, județul Maramureș) a fost inițiat programul orientării muzeului spre o funcționalitate modernă, conceptualizată, pe plan european, prin expresia “museum vivum”.
- 1990.(17 februarie) Primăria Municipiului Sibiu adoptă decizia (aprobată și de Ministerul Culturii, ministru Andrei Pleșu) înființării Muzeului Civilizației Populare Tradiționale din România, ca instituție de sine stătătoare, cu personalitate juridică proprie, prin desprinderea din cadrul Complexului Muzeal Județean Brukenthal. Prof. Dr. Corneliu Bucur, personalitate de seamă a etnomuzeologiei românești modernizează, reproiectează structural temataic și expozițional Muzeul în aer liber
- 1991.(2 septembrie) Se primește acordul Ministerului Culturii și al Asociațiunii “ASTRA” (președinte prof. dr. Dumitru Abrudan), pentru atribuirea muzeului etnografic sibian, a cognomenului “ASTRA”, noua denumire fiind Muzeul Civilizației Populare Tradiționale “ASTRA”. În felul acesta s-a recunoscut filiația directă și continuitatea patrimonială și programatică dintre Muzeul asociațiunii și Muzeul ASTRA (redivivus), reconstituindu-se astfel continuitatea celei mai vechi instituții muzeale a românilor din Transilvania.
  - Muzeul trece din subordinea Consiliului Județean Sibiu, în cea a Ministerului Culturii.
- 1993.Se înființează Asociația Creatorilor Populari din România și Academia Artelor Tradiționale din România, ultimul, ca for al recunoașterii supreme, în plan național, a valorilor individuale superlative ale culturii și artei populare tradiționale. Lor avea să le urmeze “Olimpiada Națională a Copiilor Meșteșugari”, transformată, în 1996, în Olimpiada Națională “Meșteșuguri Artistice Tradiționale”, sub egida Ministerului Educației. Consiliul Europei, prin Comisia EMYA, decernează directorului muzeului sibian distincția personală EMYA “ca recunoaștere pentru menținerea și dezvoltarea muzeului, în pofida tuturor condițiilor descurajante posibile”. Festivitatea are loc la Guimarães, în Portugalia, cu ocazia decernării premiilor anuale instituționale EMYA. Se înființează Studioul Astra Film, co-organizator al Festivalului Astra Film
- 2001.(11 februarie) Guvernul României aprobă, prin Hotărâre de Guvern, constituirea Complexului Național Muzeal “ASTRA”, cea mai vastă structură etnomuzeală din România, având în componența sa: Muzeul Civilizației Populare Tradiționale “ASTRA”, Muzeul de Etnografie Universală “Franz Binder” (1993), Muzeul Civilizației Transilvane “ASTRA” (1993), Muzeul Culturii și Artei Populare Săsești “Emil Sigerus” (1998), Laboratorul Zonal de Conservare și Restaurare (1991), Studioul “ASTRA Film” (1991), Centrul de Informare si Documentare în Etnologie “Cornel Irimie” (1992), Galeriile de Artă Populară (1991), Cabinetul de Pedagogie Muzeală (2001). Muzeul în Aer Liber organizează prima ediție a Festivalului Național al Tradițiilor Populare, având ca model “Smithsonian Folk Life Festival”, Washington DC și o participare de 350 țărani actanți, invitați alternativ, din toate județele țării, inclusiv din Republica Moldova; aceștia evoluează în muzeu, timp de o săptămână, pe cele “șapte arte” ale Academiei Artelor Tradiționale (Arte religioase, Arte literare, Arte muzicale, Arte ludice, Arte plastice, Arte mecanice și Arte culinare).
- 2001. Muzeul organizează, sub auspiciile UNESCO, prima ediție a Târgului Internațional al Meșteșugarilor Europeni, precum și Simpozionul, cu participare internațională, “Cultură, Tradiție, Tolernață”. Pentru activitatea, cu totul deosebită, din anul 2001, Ministerul Culturii și Cultelor decernează muzeului sibian trei premii de excelență culturală: Premiul “Alexandru Tzigara-Samurcaș”, pentru programul “Tezaure umane vii”, Premiul “Romulus Vuia”, pentru realizările expoziționale ale Muzeului Civilizației Populare “ASTRA” (muzeul în aer liber): noua grupă tematică “Sisteme arhitectonice cu funcții de depozitare și conservare a produselor agro-alimentare și furajere”; “Restaurarea completă a picturii murale interioare a Bisericii din Bezded” și “Cabinetul de Pedagogie muzeală”, precum și Premiul “Virgil Vătășianu”, pentru “Restaurarea in situ a complexului mulinologic din Rudăria, Caraș-Severin”.
- 2001. Conform recomandărilor UNESCO din anii 1989 (Paris) și 1999 (Veneția) și anticipând momentul semnării la Paris, de către toate guvernele statelor lumii, a “Convenției Internaționale privind protecția patrimoniului cultural imaterial”, Muzeul ASTRA organizează, la Palatul Parlamentului, în București, Expoziția “Tezaure umane vii”, de mare succes în plan național, configurând întregul program inițiat de muzeul sibian, încă din 1984 și amplificat cu deosebire după 1990, prin care acesta se detașează ca unul dintre cele mai dinamice și moderne muzee de profil din Europa.
- 2005. Centenarul Muzeului „ASTRA”
- 2006. Muzeul „ASTRA” primește de la Comisia Națioanlă a României pentru UNESCO Premiul pentru Patrimoniu Tehnic Preindustrial din România
- 2007. 25 de Proiecte ale Muzeului „ASTRA” în Anul Capitalei Culturale Europene
- 2008. 45 de ani de la Fondarea Muzeului în aer liber. La ceas aniversar Muzeul în aer liber constituie, prin întregul său patrimoniu monumental (169 monumente cu 400 construcții) și obiectual (peste 21.000 de obiecte de inventar), prin amplele programe științifice și educaționale, prin digitalizarea sistemelor de evidență a patrimoniului și a informațiilor din arhivele documentare, prin generalizarea sistemului informatizat la nivelul tuturor structurilor muzeale și departamentelor funcționale, prin publicațiile realizate de-a lungul timpului prin programele de mediatizare moderne, prin programele de conservare și restaurare de interes național (“Muzeologia de urgență”) și prin proiectele de viitor, se afirmă ca cea mai amplă, complexă și valoroasă instituție muzeală cu profil etnologic din România. Angajat într-un amplu dialog internațional, semnatar al mai multor convenții de parteneriat cu muzee din Europa occidentală, Statele Unite ale Americii și Europa răsăriteană, Muzeul Civilizației Populare Tradiționale ASTRA confirmă valoarea sa națională și prestigiul său internațional, care încununează eforturile de-a lungul celor patru decenii, ale genrațiilor de muzeologi și specialiști din echipa multidisciplinară, situând instituția pe frontispiciul culturii naționale și conferindu-i un binemeritat loc de avangardă în peisajul muzeologic internațional.